# Albert Ciccone
Pour les articles homonymes, voir Ciccone.
Albert Ciccone est psychologue clinicien, psychanalyste et professeur de psychologie et psychopathologie à l'université Lumière-Lyon-II. Il est l'auteur d'ouvrages de psychologie.

## Biographie
Il soutient une thèse de doctorat intitulée Transmission psychique inconsciente et identification : processus, modalités, effets en 1995 sous la direction de René Kaës. 
Psychomotricien de formation, il se forme à l'observation du nourrisson selon la méthode Esther Bick de la Tavistock Clinic, puis devient psychologue et psychanalyste. 
Il fait une carrière universitaire qui le conduit à être professeur à l'université Lumière-Lyon-II.

## Activités scientifiques et éditoriales
Il s'intéresse à l'observation du nourrisson, à la psychopathologie de l'enfant et du nourrisson, dans une filiation post-kleinienne, en référence à des auteurs tels que Wilfred Bion, Donald Meltzer, Herbert Rosenfeld et Frances Tustin. 
Il est cofondateur, avec Sylvain Missonnier, Simone Korff-Sausse et Régine Scelles notamment, du Séminaire inter-universitaire international sur la clinique du handicap (SIICLHA), qui organise un colloque annuel, des publications d'ouvrages en lien avec le thème dans la collection Connaissance de la diversité aux éditions Érès, et organise un séminaire mensuel à l'hôpital de la Salpêtrière.

## Engagements associatifs
Il s'implique dans la défense de la clinique, notamment en soutenant le mouvement Sauvons la clinique, L'appel des appels le maintien des RASED ainsi que pour une reconnaissance du doctorat professionnel de psychologie.
Il est membre de la FFPPEA, président de l'association ALPACE.

## Publications

### Ouvrages en nom propre
- La Psychanalyse à l’épreuve du bébé. Fondements de la position clinique, Paris, Dunod, [2011], rééd. 2014.
- Psychanalyse du lien tyrannique, Paris, Dunod, 2003
- L’Observation clinique, Paris, Dunod, 1998
- La Transmission psychique inconsciente : identification projective et fantasme de transmission, Paris, Dunod, [1999], rééd. 2011

### Direction d'ouvrages
- Avec Corentin Cartier, Traumatismes de guerre et stress-post traumatiques Approche interdisciplinaire, Paris, L’Harmattan, 2020.
- Aux frontières de la psychanalyse. Soin psychique et transdisciplinarité, Paris, Dunod, 2018 doi:10.3917/dunod.cicco.2018.02.
- Les traces des expériences infantiles. Paris, Dunod, 2018
- Violence dans la parentalité, Paris, Dunod, 2016
- La Violence dans le soin, Paris, Dunod, 2014
- La Part bébé du soi. Approche clinique, Paris, Dunod, 2012
- Avec Denis Mellier, Le Bébé et le temps, Paris, Dunod, 2007
- Avec Alain Ferrant, Honte, culpabilité et traumatisme, Paris, Dunod, 2009
- Avec Marc Lhopital, Naissance à la vie psychique, Paris, Dunod, [1991], rééd.2001